# الأشعة السينية ازدواج اللون المغناطيسي الدائري

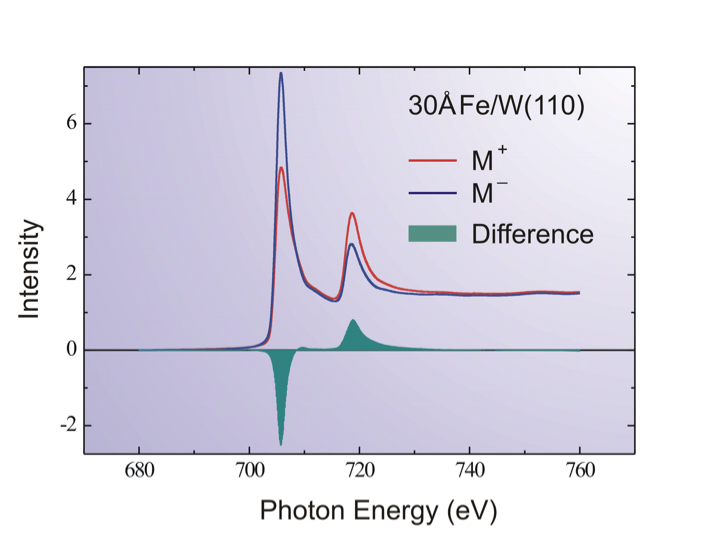

الأشعة السينية ازدواج اللون المغناطيسي الدائريهو طيف مختلف من طيفين لامتصاص الأشعة السينية مأخوذ في مجال مغناطيسي، أحدهما مأخوذ بضوء يسار مستقطب دائريًا والآخر بضوء مستقطب دائريًا يمينًا. من خلال التحليل الدقيق للاختلاف في طيف، يمكن الحصول على معلومات حول الخصائص المغناطيسية للذرة، مثل دورانها والعزم المغناطيسي المداري.
في حالة المعادن الانتقالية مثل الحديد والكوبالت والنيكل، يتم قياس أطياف الامتصاص عادةً عند الحافة L.
يتوافق هذا مع العملية في حالة الحديد: مع الحديد، يتم تحفيز إلكترون 2p إلى حالة ثلاثية الأبعاد بواسطة أشعة سينية تبلغ حوالي 700 فولت. نظرًا لأن حالات الإلكترون ثلاثية الأبعاد هي أصل الخصائص المغناطيسية للعناصر، فإن الأطياف تحتوي على معلومات حول الخصائص المغناطيسية.